# Astragalus sieversianus
Astragalus sieversianus är en ärtväxtart som beskrevs av Pall.. Astragalus sieversianus ingår i släktet vedlar, och familjen ärtväxter. Inga underarter finns listade i Catalogue of Life.